# Cristacridium uvarovi
Cristacridium uvarovi är en insektsart som beskrevs av Willemse, C. 1932. Cristacridium uvarovi ingår i släktet Cristacridium och familjen gräshoppor. Inga underarter finns listade i Catalogue of Life.